# Angst (Loredana)
Angst è un singolo della rapper kosovaro-svizzera Loredana, pubblicato il 6 marzo 2020.
La produzione del brano è stata curata dal britannico Rymez assieme a Miksu.

## Video musicale
Il video musicale, reso disponibile in concomitanza con l'uscita del brano, è stato diretto da Dominik Braz.

## Tracce
Testi di Loridana Zefi e Ghassan Ramlawi, musiche di Rymez, Daecolm, Laurin Auth e Joshua Allery.
1. Angst – 2:56

## Classifiche
| Classifica (2020) | Posizione massima |
| ----------------- | ----------------- |
| Austria           | 1                 |
| Germania          | 1                 |
| Svizzera          | 3                 |